# Dua Lipa (альбом)
Dua Lipa — дебютний студійний альбом британської співачки Дуа Ліпи, випущений 2 червня 2017 року на Warner Records. Альбом створений у жанрах денспоп, електропоп та R&B, з елементами диско, хіп-хопу та тропікал-хаусу.
Альбом отримав загалом позитивні відгуки музичних критиків. Багато хто хвалив вокал Дуа Ліпи та якісне звучання альбому. Він з'явився у численних підсумкових списках року, у тому числі опублікованих Billboard та Rolling Stone. Альбом був номінований на звання «Кращого британського альбому року» на Brit Awards, в той час як сингли «New Rules», «IDGAF» та «One Kiss» були номіновані на звання «Британський сингл року», останній з яких переміг. Альбом також допоміг Ліпі виграти премію Греммі в категорії «Найкращий новий виконавець». Пісня «Electricity» виграла премію Греммі як «Найкращий танцювальний запис». Dua Lipa став комерційно успішним поступово, досягнувши піку популярності у 2018 році. Він потрапив до топ—10 чартів у чотирнадцяти країнах, включаючи Велику Британію, де посів третє місце. Крім того, він сертифікований у мультиплатиновому статусі у шести країнах, у тому числі удостоєний подвійного платинового сертифікату у Великій Британії. Станом на лютий 2021 року продаж альбому становив шість мільйонів одиниць по всьому світу. Це найпопулярніший жіночий альбом на Spotify.

## Список композицій
| Стандартне видання | Стандартне видання                  | Стандартне видання                                                                     | Стандартне видання                                                 | Стандартне видання |
| #                  | Назва                               | Автор                                                                                  | Продюсери                                                          | Тривалість         |
| ------------------ | ----------------------------------- | -------------------------------------------------------------------------------------- | ------------------------------------------------------------------ | ------------------ |
| 1.                 | «Genesis»                           | Dua Lipa Sarah Hudson Ferras Alqaisi Clarence Coffe Jr. Andreas Schuller               | Axident Big Taste [b] Lorna Blackwood [d]                          | 3:25               |
| 2.                 | «Lost in Your Light» (feat. Miguel) | Lipa Miguel Pimentel Rick Nowels Richard Nowels Jr.                                    | Rick Nowels Stephen Kozmeniuk Koz [b] Miguel [b] Blackwood [b] [c] | 3:23               |
| 3.                 | «Hotter than Hell»                  | Lipa Gerard O'Connell Tommy Baxter Adam Midgley                                        | Koz Jay Reynolds [b] Ten Ven [c]                                   | 3:07               |
| 4.                 | «Be the One»                        | Lucy Taylor Digital Farm Animals Nicholas James Gale                                   | Digital Farm Animals Jack Tarrant [b] [c]                          | 3:22               |
| 5.                 | «IDGAF»                             | Lipa Skyler Stonestreet Joseph Kirkland Uzoechi Emenike Jason Dean Lawrence Principato | Koz Blackwood Principato [a]                                       | 3:38               |
| 6.                 | «Blow Your Mind (Mwah)»             | Lipa Jon Levine Lauren Christy                                                         | Levine                                                             | 2:58               |
| 7.                 | «Garden»                            | Lipa Sean Douglas Greg Wells                                                           | Wells Koz                                                          | 3:47               |
| 8.                 | «No Goodbyes»                       | Lipa Lindy Robbins Daniel Traynor Ilsey Juber                                          | Koz Grades [a]                                                     | 3:36               |
| 9.                 | «Thinking 'Bout You»                | Lipa Adam Argyle Stephen "Koz" Kozmeniuk                                               | Koz                                                                | 2:51               |
| 10.                | «New Rules»                         | Lipa Emily Warren Caroline Ailin Ian Kirkpatrick                                       | Kirkpatrick                                                        | 3:32               |
| 11.                | «Begging»                           | Lipa Cara Salimando James Flannigan Gabriel Simon                                      | Flannigan Koz [b] Suzy Shinn [d]                                   | 3:14               |
| 12.                | «Homesick»                          | Lipa Chris Martin                                                                      | Bill Rahko                                                         | 3:50               |
| 40:43              |                                     |                                                                                        |                                                                    |                    |

| Бонусні треки делюксового видання | Бонусні треки делюксового видання | Бонусні треки делюксового видання              | Бонусні треки делюксового видання | Бонусні треки делюксового видання |
| #                                 | Назва                             | Автор                                          | Продюсери                         | Тривалість                        |
| --------------------------------- | --------------------------------- | ---------------------------------------------- | --------------------------------- | --------------------------------- |
| 13.                               | «Dreams»                          | Lipa Chelcee Grimes Tom Neville                | Ten Ven                           | 3:40                              |
| 14.                               | «Room for 2»                      | Lipa Autumn Rowe Neville                       | Ten Ven                           | 3:28                              |
| 15.                               | «New Love»                        | Lipa Andrew Wyatt Emile Haynie                 | Wyatt Haynie                      | 4:31                              |
| 16.                               | «Bad Together»                    | Lipa Tom Barnes Peter Kelleher Ben Kohn Grimes | TMS                               | 3:58                              |
| 17.                               | «Last Dance»                      | Lipa Kozmeniuk Talay Riley                     | Koz                               | 3:48                              |
| 60:08                             |                                   |                                                |                                   |                                   |

| Міжнародне делюксове цифрове видання | Міжнародне делюксове цифрове видання | Міжнародне делюксове цифрове видання              | Міжнародне делюксове цифрове видання        | Міжнародне делюксове цифрове видання |
| #                                    | Назва                                | Автор                                             | Продюсери                                   | Тривалість                           |
| ------------------------------------ | ------------------------------------ | ------------------------------------------------- | ------------------------------------------- | ------------------------------------ |
| 1.                                   | «Genesis»                            | Lipa Hudson Alqaisi Coffee Jr. Schuller           | Axident Big Taste [b] Blackwood [d]         | 3:25                                 |
| 2.                                   | «Last Dance»                         | Lipa Kozmeniuk Riley                              | Koz                                         | 3:48                                 |
| 3.                                   | «Hotter than Hell»                   | Lipa O'Connell Baxter Midgley                     | Koz Reynolds [b] Ten Ven [c]                | 3:07                                 |
| 4.                                   | «Be the One»                         | Taylor Gale                                       | Digital Farm Animals Tarrant [b] [c]        | 3:22                                 |
| 5.                                   | «IDGAF»                              | Lipa Stonestreet Kirkland Emenike Dean Principato | Koz Blackwood Principato [a]                | 3:38                                 |
| 6.                                   | «Blow Your Mind (Mwah)»              | Lipa Levine Christy                               | Levine                                      | 2:58                                 |
| 7.                                   | «New Love»                           | Lipa Wyatt Haynie                                 | Wyatt Haynie                                | 4:31                                 |
| 8.                                   | «No Goodbyes»                        | Lipa Robbins Traynor Juber                        | Koz Grades [a]                              | 3:36                                 |
| 9.                                   | «Thinking 'Bout You»                 | Lipa Argyle Kozmeniuk                             | Koz                                         | 2:51                                 |
| 10.                                  | «Room for 2»                         | Lipa Rowe Neville                                 | Ten Ven                                     | 3:28                                 |
| 11.                                  | «Lost in Your Light» (feat. Miguel)  | Lipa Pimentel Nowels Jr.                          | Nowels Koz [b] Miguel [b] Blackwood [b] [c] | 3:23                                 |
| 12.                                  | «Bad Together»                       | Lipa Barnes Kelleher Kohn Grimes                  | TMS                                         | 3:58                                 |
| 13.                                  | «Garden»                             | Lipa Douglas Wells                                | Wells Koz                                   | 3:47                                 |
| 14.                                  | «Dreams»                             | Lipa Grimes Neville                               | Ten Ven                                     | 3:40                                 |
| 15.                                  | «New Rules»                          | Lipa Warren Ailin Kirkpatrick                     | Kirkpatrick                                 | 3:32                                 |
| 16.                                  | «Begging»                            | Lipa Salimando Flannigan Simon                    | Flannigan Koz [b] Shinn [d]                 | 3:14                                 |
| 17.                                  | «Homesick»                           | Lipa Martin                                       | Rahko                                       | 3:50                                 |
| 60:08                                |                                      |                                                   |                                             |                                      |

| Бонусні треки японського видання | Бонусні треки японського видання      | Бонусні треки японського видання | Бонусні треки японського видання | Бонусні треки японського видання |
| #                                | Назва                                 | Автор                            | Продюсери                        | Тривалість                       |
| -------------------------------- | ------------------------------------- | -------------------------------- | -------------------------------- | -------------------------------- |
| 18.                              | «Hotter Than Hell» (Miike Snow Remix) | Lipa O'Connell Baxter Midgley    | Koz Reynolds                     | 4:12                             |
| 19.                              | «For Julian»                          | Lipa Francis White [ 5 ]         | Eg White                         | 3:36                             |
| 67:56                            |                                       |                                  |                                  |                                  |

| Видання в Австрії, Німеччині та Швейцарії | Видання в Австрії, Німеччині та Швейцарії | Видання в Австрії, Німеччині та Швейцарії         | Видання в Австрії, Німеччині та Швейцарії | Видання в Австрії, Німеччині та Швейцарії |
| #                                         | Назва                                     | Автор                                             | Продюсери                                 | Тривалість                                |
| ----------------------------------------- | ----------------------------------------- | ------------------------------------------------- | ----------------------------------------- | ----------------------------------------- |
| 1.                                        | «Genesis»                                 | Lipa Hudson Alqaisi Coffee Jr. Schuller           | Axident                                   | 3:25                                      |
| 2.                                        | «Last Dance»                              | Lipa Kozmeniuk Riley                              | Koz                                       | 3:48                                      |
| 3.                                        | «Hotter than Hell»                        | Lipa O'Connell Baxter Midgley                     | Koz Reynolds                              | 3:07                                      |
| 4.                                        | «Be the One»                              | Taylor Gale                                       | Digital Farm Animals Tarrant [b]          | 3:22                                      |
| 5.                                        | «IDGAF»                                   | Lipa Stonestreet Kirkland Emenike Dean Principato | MNEK                                      | 3:38                                      |
| 6.                                        | «Blow Your Mind (Mwah)»                   | Lipa Levine Christy                               | Levine                                    | 2:58                                      |
| 7.                                        | «New Love»                                | Lipa Wyatt Haynie                                 | Wyatt Haynie                              | 4:31                                      |
| 8.                                        | «Garden»                                  | Lipa Douglas Wells                                | Wells                                     | 3:47                                      |
| 9.                                        | «Thinking 'Bout You»                      | Lipa Argyle Kozmeniuk                             | Koz                                       | 2:51                                      |
| 10.                                       | «Room for 2»                              | Lipa Rowe Neville                                 | Ten Ven                                   | 3:28                                      |
| 11.                                       | «Lost in Your Light» (feat. Miguel)       | Lipa Pimentel Nowels Jr.                          | Nowels                                    | 3:23                                      |
| 12.                                       | «No Goodbyes»                             | Lipa Robbins Traynor Juber                        | Grades                                    | 3:36                                      |
| 13.                                       | «New Rules»                               | Lipa Warren Ailin Kirkpatrick                     |                                           | 3:32                                      |
| 14.                                       | «Begging»                                 | Lipa Salimando Flannigan Simon                    | Flannigan                                 | 3:14                                      |
| 15.                                       | «Homesick»                                | Lipa Martin                                       |                                           | 3:50                                      |
| 16.                                       | «Dreams»                                  | Lipa Grimes Neville                               | Ten Ven                                   | 3:40                                      |
| 17.                                       | «Bad Together»                            | Lipa Barnes Kelleher Kohn Grimes                  | TMS                                       | 3:58                                      |
| 60:08                                     |                                           |                                                   |                                           |                                           |

### Dua Lipa: Complete Edition
| Диск один | Диск один                           | Диск один                                       | Диск один                                     | Диск один  |
| #         | Назва                               | Автор                                           | Продюсери                                     | Тривалість |
| --------- | ----------------------------------- | ----------------------------------------------- | --------------------------------------------- | ---------- |
| 1.        | «Genesis»                           | Ліпа Schuller Hudson Coffee                     | Axident Big Taste [a] Blackwood [b] Poole [b] | 3:25       |
| 2.        | «Lost in Your Light» (feat. Miguel) | Ліпа Miguel Nowels                              | Miguel Kozmeniuk Blackwood [c]                | 3:23       |
| 3.        | «Hotter than Hell»                  | Ліпа Midgley Baxter O'Connell                   | Kozmeniuk Reynolds [a] Neville [c]            | 3:07       |
| 4.        | «Be the One»                        | Taylor Digital Farm Animals Tarrant             | Digital Farm Animals Tarrant [c]              | 3:22       |
| 5.        | «IDGAF»                             | Ліпа MNEK Principato Stonestreet Whiskey Waters | Kozmeniuk Principato [d] Blackwood [c]        | 3:38       |
| 6.        | «Blow Your Mind (Mwah)»             | Ліпа Levine Christy                             | Levine                                        | 2:58       |
| 7.        | «Garden»                            | Ліпа Wells Douglas                              | Wells Kozmeniuk                               | 3:47       |
| 8.        | «No Goodbyes»                       | Ліпа Traynor Robbins Juber                      | Kozmeniuk Grades [d]                          | 3:36       |
| 9.        | «Thinking 'Bout You»                | Ліпа Argyle                                     | Kozmeniuk                                     | 2:51       |
| 10.       | «New Rules»                         | Ailin Warren Kirkpatrick                        | Kirkpatrick[e]                                | 3:32       |
| 11.       | «Begging»                           | Ліпа Salimando Flannigan Simon                  | Flannigan Kozmeniuk [a] Shinn [b]             | 3:14       |
| 12.       | «Homesick»                          | Ліпа Martin                                     | Rahko                                         | 3:50       |
| 13.       | «Dreams»                            | Ліпа Neville Grimes                             | Ten Ven                                       | 3:40       |
| 14.       | «Room for 2»                        | Ліпа Neville Rowe                               | Ten Ven                                       | 3:28       |
| 15.       | «New Love»                          | Ліпа Haynie Wyatt                               | Haynie Wyatt                                  | 4:31       |
| 16.       | «Bad Together»                      | Ліпа Grimes Barnes Kohn Kelleher                | TMS                                           | 3:58       |
| 17.       | «Last Dance»                        | Ліпа Kozmeniuk Riley                            | Kozmeniuk                                     | 3:48       |
| 60:08     |                                     |                                                 |                                               |            |

| Диск один – Бонусні треки японського видання | Диск один – Бонусні треки японського видання | Диск один – Бонусні треки японського видання    | Диск один – Бонусні треки японського видання            | Диск один – Бонусні треки японського видання |
| #                                            | Назва                                        | Автор                                           | Продюсери                                               | Тривалість                                   |
| -------------------------------------------- | -------------------------------------------- | ----------------------------------------------- | ------------------------------------------------------- | -------------------------------------------- |
| 18.                                          | «Hotter than Hell» (Miike Snow Remix)        | Ліпа Midgley Baxter O'Connell                   | Kozmeniuk Reynolds [a] Neville [c] Miike Snow [f]       | 4:12                                         |
| 19.                                          | «For Julian»                                 | Ліпа Eg White                                   | White                                                   | 3:36                                         |
| 20.                                          | «New Rules» (Initial Talk Remix)             | Ailin Warren Kirkpatrick                        | Kirkpatrick [e] Initial Talk [f]                        | 3:44                                         |
| 21.                                          | «IDGAF» (Initial Talk Remix)                 | Липа MNEK Principato Stonestreet Whiskey Waters | Kozmeniuk Principato [d] Blackwood [c] Initial Talk [f] | 3:27                                         |
| 22.                                          | «IDGAF» (Hazers Remix)                       | Ліпа MNEK Principato Stonestreet Whiskey Waters | Kozmeniuk Principato [d] Blackwood [c] Hazers [f]       | 4:00                                         |
| 67:56                                        |                                              |                                                 |                                                         |                                              |

| Диск два | Диск два                                     | Диск два | Диск два                                                                              | Диск два   |
| #        | Назва                                        | Автор | Продюсери                                                                             | Тривалість |
| -------- | -------------------------------------------- | --- | ------------------------------------------------------------------------------------- | ---------- |
| 1.       | «Want To»                                    | Ліпа Amish Dilipkumar Patel Andrew Jackson                                                                              | ADP Kozmeniuk                                                                         | 3:31       |
| 2.       | «Running»                                    | Ліпа Wyatt | Kozmeniuk                                                                             | 3:41       |
| 3.       | «Kiss and Make Up» (з Blackpink)             | Ліпа Grimes Yannick Rastogi Zacharie Raymond Mathieu Jomphe-Lepine Marc Vincent Teddy Park                              | Banx & Ranx                                                                           | 3:09       |
| 4.       | «One Kiss» (з Келвіном Гаррісом)             | Calvin Harris Adam Wiles Jessie Reyez Ліпа                                                                              | Harris                                                                                | 3:34       |
| 5.       | «Electricity» (з Silk City)                  | Марк Ронсон Diana Gordon Romy Madley Croft Ліпа Philip Meckseper Jacob Olofsson Rami Dawod Maxime Picard Clément Picard | Silk City The Picard Brothers [a] Jarami [a] Riton [a] Alex Metric [a] Jr Blender [a] | 3:58       |
| 6.       | «Scared to Be Lonely» (з Мартіном Гарріксом) | Martijn Garritsen Georgia Ku Nathaniel Campany Kyle Shearer Giorgio Tuinfort                                            | Garrix Valley Girl Tuinfort Blackwood                                                 | 3:40       |
| 7.       | «No Lie» (Шон Пол з Дуа Ліпою)               | Jackson Warren Jamie "Sermstyle" Sanderson Philip "Pip" Kembo Sean Paul Henriques                                       | Sermstyle Pip Kembo [d]                                                               | 3:41       |
| 8.       | «New Rules» (live)                           | Ailin Warren Kirkpatrick                                                                                                | Reynolds Will Bowerman [d]                                                            | 4:35       |
| 29:53    |                                              | |                                                                                       |            |

Примітки
- ↑  співпродюсер
- ↑  додатковий продюсер
- ↑  вокальний продюсер
- ↑  додатковий вокальний продюсер

## Чарти

### Щотижневі чарти
| Чарт (2017—18)                                       | Найвища позиція |
| ---------------------------------------------------- | --------------- |
| Австралія Australian Albums (ARIA)                   | 8               |
| Австрія Austrian Albums (Ö3 Austria)                 | 36              |
| Бельгія Belgian Albums (Ultratop Flanders)           | 6               |
| Бельгія Belgian Albums (Ultratop Wallonia)           | 19              |
| Канада Canadian Albums (Billboard)                   | 14              |
| Хорватія Croatian International Albums (HDU)         | 6               |
| Чехія Czech Albums (ČNS IFPI)                        | 5               |
| Данія Danish Albums (Hitlisten)                      | 5               |
| Нідерланди Dutch Albums (MegaCharts)                 | 6               |
| Фінляндія Finnish Albums (Suomen virallinen lista)   | 11              |
| Франція French Albums (SNEP)                         | 81              |
| Німеччина German Albums (Offizielle Top 100)         | 22              |
| Греція Greek Albums (IFPI)                           | 6               |
| Угорщина Hungarian Albums (MAHASZ)                   | 12              |
| Ірландія Irish Albums (IRMA)                         | 3               |
| Італія Italian Albums (FIMI)                         | 29              |
| Японія Japanese Albums (Oricon)                      | 139             |
| Мексика (AMPROFON)                                   | 20              |
| Нова Зеландія New Zealand Albums (Recorded Music NZ) | 7               |
| Норвегія Norwegian Albums (VG-lista)                 | 8               |
| Польща Polish Albums (ZPAV)                          | 8               |
| Португалія Portuguese Albums (AFP)                   | 15              |
| Шотландія Scottish Albums (OCC)                      | 3               |
| Південна Корея Korean Albums (GAON)                  | 93              |
| Південна Корея Korean International Albums (GAON)    | 12              |
| Іспанія Spanish Albums (PROMUSICAE)                  | 11              |
| Швеція Swedish Albums (Sverigetopplistan)            | 8               |
| Швейцарія Swiss Albums (Schweizer Hitparade)         | 11              |
| Велика Британія UK Albums (OCC)                      | 3               |
| США Billboard 200                                    | 27              |

### Річні чарти
| Чарт (2017)                                 | Позиція |
| ------------------------------------------- | ------- |
| Бельгія, Belgian Albums (Ultratop Flanders) | 65      |
| Данія, Danish Albums (Hitlisten)            | 63      |
| Нідерланди, Dutch Albums (MegaCharts)       | 68      |
| Велика Британія, UK Albums (OCC)            | 42      |

| Чарт (2018)                                                | Позиція |
| ---------------------------------------------------------- | ------- |
| Австралія, Australian Albums (ARIA)                        | 46      |
| Бельгія, Belgian Albums (Ultratop Flanders)                | 8       |
| Бельгія, Belgian Albums (Ultratop Wallonia)                | 139     |
| Канада, Canadian Albums (Billboard)                        | 24      |
| Данія, Danish Albums (Hitlisten)                           | 15      |
| Нідерланди, Dutch Albums (MegaCharts)                      | 12      |
| Франція, French Albums (SNEP)                              | 140     |
| Ірландія, Irish Albums (IRMA)                              | 9       |
| Італія, Italian Albums (FIMI)                              | 75      |
| Мексика, Mexican Albums (AMPROFON)                         | 43      |
| Нова Зеландія, New Zealand Albums (RMNZ)                   | 31      |
| Республіка Корея, South Korean International Albums (Gaon) | 27      |
| Швеція, Swedish Albums (Sverigetopplistan)                 | 26      |
| Велика Британія, UK Albums (OCC)                           | 9       |
| США, US Billboard 200                                      | 53      |

| Чарт (2019)                                 | Позиція |
| ------------------------------------------- | ------- |
| Австралія, Australian Albums (ARIA)         | 22      |
| Бельгія, Belgian Albums (Ultratop Flanders) | 49      |
| Нідерланди, Dutch Albums (Album Top 100)    | 45      |
| Італія, Irish Albums (IRMA)                 | 16      |
| Нова Зеландія, New Zealand Albums (RMNZ)    | 42      |
| Велика Британія, UK Albums (OCC)            | 19      |

## Сертифікації
| Регіон | Сертифікація  | Продажі   |
| --- | ------------- | --------- |
| Австралія (ARIA) | Золотий       | 35 000    |
| Бельгія (BEA) | Платиновий    | 30 000    |
| Бразилія (ABPD) | 3× Платиновий | 120 000   |
| Канада (Music Canada) | 4× Платиновий | 320 000   |
| Данія (IFPI Denmark) | 2× Платиновий | 40 000    |
| Франція (SNEP) | Платиновий    | 100 000   |
| Ірландія (IRMA) | Платиновий    | 15 000^   |
| Італія (FIMI) | Платиновий    | 50 000    |
| Нідерланди (NVPI) | Платиновий    | 40 000    |
| Нова Зеландія (RIANZ) | 2× Платиновий | 30 000^   |
| Норвегія (IFPI Norway) | 4× Платиновий | 80 000*   |
| Польща (ZPAV) | Золотий       | 10 000    |
| Сінгапур (RIAS) | 2× Платиновий | 20 000*   |
| Швеція (IFPI Sweden) | Золотий       | 20 000    |
| Велика Британія (BPI) | 3× Платиновий | 900 000   |
| США (RIAA) | Платиновий    | 1 000 000 |
| *продажі, що базуються лише на сертифікаціях · ^відвантаження, що базуються лише на сертифікаціях · продажі+прослуховування, що базуються лише на сертифікаціях |               |           |

## Відгуки
Альбом Dua Lipa отримав загалом позитивні відгуки музичних критиків. У Metacritic, який призначає нормалізований рейтинг із 100 рецензіям від основних видань, альбом отримав середню оцінку 72 на основі восьми рецензій. AnyDecentMusic? дав альбому 6,8 з 10 із дев'яти зібраних відгуків. Шон Ворд з The 405 вважав, що завдяки альбому співачка «зручно закріпилася в категорії попноваторки». Рік Пірсон з Evening Standard сказав, що «це високоякісний матеріал від артиста, який прагне до найбільших речей».
У The Line of Best Fit Клер Біддлс сказала, що «це здебільшого переконлива та цілком весела подорож сучасною поп-музикою з харизматичним головним героєм, який поєднується набагато краще, ніж слід було б». Алекс Грін із Clash похвалив альбом як «дебютний альбом, сповнений впевненості, довіри не лише до власного голосу Ліпи та її погляду на приспів, але й до емоційної якості її текстів». Ніл Зі. Енг з AllMusic похвалив альбом як «чудову колекцію привабливих поп-перлин, де пісні лише підкреслюють її вокальну майстерність» і «чудову першу спробу починаючої попзірки». Пишучи для NME, Джеймі Мілтон писав, що голос Ліпи «може змусити найтовстіші синтезатори здаватися скромними в порівнянні з ним, і несе в собі 20-денну хрипкість, здатну зробити щирі балади різкими», додавши, що «так само вражаюче чути, як дебютний альбом впевнено тримається, стрибаючи між стилями, але завжди привертаючи увагу до справжньої попсенсації».
Бен Ґоґвуд з musicOMH назвав «потужний і самобутній» голос Ліпи «одним із найвиразніших, які ви зараз можете почути в попмузиці», водночас зазначивши, що «єдина потенційна проблема з її підходом полягає в постановці пісень». Ґоґвуд дійшов висновку, що «сподіваюся, її таланти матимуть більше місця та менше часу на постпродакшн». Кейт Соломон з журналу Q похвалила голос Ліпи як «дуже, дуже хороший» і висловила думку: «Що робить цей альбом більшим, ніж просто навантаженням точно створеної музичної нікчемності між серією химерних синглів, так це сама Ліпа. Пісні, які в інші руки були б чимось більшим, ніж одноразовий наповнювач, який розбухає в гімни для дівчат, які не можуть перестати закохуватися». У змішаній рецензії Ханна Дж. Девіс із The Guardian заявила, що «незважаючи на кілька загальних пропозицій, альбом є солідним попдебютом із високою літньою безтурботністю». Автор DIY Алім Кгерадж зауважив, що «у 12 композиціях альбому є багато мелодій», але зрештою виявив, що багато в альбомі «здається надто продуманим і прорахованим».

## Комерційний успіх
Альбом мав комерційний успіх. Це був «сплячий» гіт, який досяг міжнародного успіху у 2018 році. У червні 2017 року «Dua Lipa» дебютував під номером п'ять у UK Albums Chart з продажами за перший тиждень у 16 223 одиниці. На 38-му тижні альбом досяг третього місця в чарті, продавши 9 518 одиниць; це було посилено появою співачки на Brit Awards у 2018 році. Після випуску «Dua Lipa: Complete Edition» у жовтні 2018 року альбом підскочив з 56-го місця на дев'яте у чарті з 7 651 проданою одиницею. У квітні 2021 року альбом провів свій 200-й тиждень у чарті і не покидав його з моменту свого дебюту. З того часу альбом провів 179 тижнів у топ—40 чарту, що робить його сімнадцятим альбомом із найбільшою кількістю тижнів у регіоні. Дуа Ліпа отримала золотий сертифікат від Британської фонографічної індустрії у 2017 році, потім платиновий у 2018 році, подвійний платиновий у 2020 році та потрійний платиновий у 2022 році. Станом на квітень 2021 року продажі альбому склали 720 505 одиниць в країні. У UK Singles Chart альбом посідає п'яте місце серед альбомів із найбільшою кількістю синглів у топ—10 із шістьма. Дев'ять пісень з альбому були сертифіковані платиновими або мультиплатиновими у Великій Британії, тоді як три пісні були сертифіковані як срібні.
У США Дуа Ліпа дебютувала під номером 86 у чарті Billboard 200 від 24 червня 2017 року. Наступного тижня вона залишила чарт, однак за чотири тижні знову увійшла під номером 162. У лютому 2018 року альбом провів свій 32-й тиждень у чарті, де досяг 27 місця з 15 000 проданих одиниць. Завдяки перевиданню «Dua Lipa: Complete Edition» альбом підскочив із 129 місця на 42 у чарті у жовтні того ж року. Це призвело до того, що він отримав нагороду «Найбільший прибуток» у чарті того тижня. Загалом альбом провів у чарті 97 тижнів. У червні 2019 року він отримав платиновий сертифікат від Асоціації звукозаписної індустрії Америки (RIAA) за продаж одного мільйона одиниць альбомного еквівалента у США. У Канаді альбом досяг 14-го місця та отримав чотирикратний платиновий сертифікат від Music Canada за продажі 320 000 одиниць альбому в країні.